# Jogos da Ásia Oriental de 1993
Os Jogos da Ásia Oriental de 1993 foram a primeira edição do evento multiesportivo, realizado em Xangai, na China, entre os dias 8 e 14 de maio.

## Países participantes
Oito países participaram do evento:
- China
- Japão
- Mongólia
- Coreia do Norte
- Coreia do Sul
- Taipé Chinesa
- Hong Kong
- Macau

## Modalidades
Foram disputadas doze modalidades nesta primeira edição dos Jogos:
| - Atletismo - Badminton - Basquetebol - Boxe - Boliche - Esportes aquáticos | - Futebol - Ginástica - Levantamento de peso - Judô - Remo - Wushu |

## Quadro de medalhas
País sede destacado.
| Ordem | País            | Medalha de ouro | Medalha de prata | Medalha de bronze |     |
| ----- | --------------- | --------------- | ---------------- | ----------------- | --- |
| 1     | China           | 105             | 74               | 34                | 213 |
| 2     | Japão           | 25              | 37               | 55                | 117 |
| 3     | Coreia do Sul   | 23              | 28               | 40                | 91  |
| 4     | Coreia do Norte | 10              | 20               | 24                | 54  |
| 5     | Taipé Chinesa   | 6               | 5                | 19                | 30  |
| 6     | Hong Kong       | 1               | 2                | 8                 | 11  |
| 7     | Mongólia        |                 | 1                | 16                | 17  |
| 8     | Macau           |                 |                  | 1                 | 1   |
| TOTAL | TOTAL           | 170             | 167              | 197               | 534 |